# Kristen Skjeldal
Kristen Skjeldal (ur. 27 maja 1967 w Voss) – norweski narciarz, zdobywca trzech medali olimpijskich.

## Kariera
Pierwszy złoty medal zdobył w 1992 r. na igrzyskach olimpijskich w Albertville w sztafecie 4 × 10 km (biegli także: Terje Langli, Vegard Ulvang i Bjørn Dæhlie). Wziął także udział w igrzyskach w Lillehammer, gdzie wystąpił tylko w biegu na 30 km techniką dowolną, zajmując 18. miejsce. Kolejne medale zdobywał w 2002 r. podczas igrzysk w Salt Lake City. Powtórnie był członkiem zwycięskiej sztafety 4 × 10 km (biegli także: Anders Aukland, Frode Estil i Thomas Alsgaard), a w biegu na 30 km stylem dowolnym ze startu wspólnego zdobył brązowy medal. Do mety przybiegł na miejscu czwartym, jednak dzięki dyskwalifikacji za doping zwycięzcy Johanna Mühlegga reprezentującego Hiszpanię przesunął się o pozycję wyżej.
Jego pierwszą imprezą międzynarodową były mistrzostwa świata w Val di Fiemme rozgrywane w 1991 r. Zajął tam 7. miejsce w biegu na 15 km techniką dowolną. Na mistrzostwach w Thunder Bay ani razu nie znalazł się w pierwszej dziesiątce. Lepiej wypadł na mistrzostwach w Trondheim, gdzie był ósmy w biegu na 30 km techniką dowolną. Swój najlepszy wynik na mistrzostwach świata osiągnął podczas mistrzostw w Ramsau, gdzie zajął 6. miejsce w biegu na 50 km stylem klasycznym. Dwa lata później, na mistrzostwach świata w Lahti był dziesiąty w biegu łączonym na 20 km oraz w biegu na 50 km techniką dowolną. Mistrzostwa świata w Val di Fiemme w 2003 r. były jednymi z najsłabszych w jego wykonaniu, zajmował bowiem miejsca w trzeciej dziesiątce. Ostatnimi mistrzostwami w jego karierze były rozgrywane w 2005 r. mistrzostwa w Oberstdorfie. Również one nie przyniosły mu medalu, zajął 7. miejsce zarówno w biegu łączonym na 30 km jak i w biegu na 50 km stylem klasycznym. Mimo iż Skjeldal jest dwukrotnym mistrzem olimpijskim w sztafecie, to nie tylko nie zdobył medalu, ale nigdy w tej konkurencji nie startował na mistrzostwach świata.
Karierę sportową zakończył w 2008 r. startując w biegu na 50 kilometrów w Oslo Holmenkollen. Jego brat Gudmund Skjeldal również uprawiał biegi narciarskie.

## Sukcesy

### Igrzyska olimpijskie
| Miejsce | Dzień     | Rok  | Miejscowość    | Konkurencja             | Czas biegu  | Strata      | Zwycięzca                   |
| ------- | --------- | ---- | -------------- | ----------------------- | ----------- | ----------- | --------------------------- |
| 38.     | 10 lutego | 1992 | Albertville    | 10 km stylem klasycznym | 27:36.0 min | +3:26.0 min | Vegard Ulvang               |
| 1.      | 18 lutego | 1992 | Albertville    | Sztafeta 4 × 10 km      | 1:39:26.0 h | -           | -                           |
| 20.     | 22 lutego | 1992 | Albertville    | 50 km stylem dowolnym   | 27:36.0 min | +8:03.0 min | Vegard Ulvang               |
| 18.     | 14 lutego | 1994 | Lillehammer    | 30 km stylem dowolnym   | 1:12:26.4 h | +5:21.9 min | Thomas Alsgaard             |
| 3.      | 9 lutego  | 2002 | Salt Lake City | 30 km stylem dowolnym   | 1:11:31.0 h | +11.7 s     | Christian Hoffmann          |
| 22.     | 14 lutego | 2002 | Salt Lake City | 2 × 10 km łączony       | 49:48.9 min | +1:08.7 min | Thomas Alsgaard Frode Estil |
| 1.      | 17 lutego | 2002 | Salt Lake City | Sztafeta 4 × 10 km      | 1:32:45.5 h | -           | -                           |

### Mistrzostwa świata
| Miejsce | Dzień     | Rok  | Miejscowość   | Konkurencja             | Czas biegu  | Strata      | Zwycięzca           |
| ------- | --------- | ---- | ------------- | ----------------------- | ----------- | ----------- | ------------------- |
| 7.      | 9 lutego  | 1991 | Val di Fiemme | 15 km stylem dowolnym   | 36:57.2 min | +58.8 s     | Bjørn Dæhlie        |
| 17.     | 17 lutego | 1991 | Val di Fiemme | 50 km stylem dowolnym   | 2:03:31.6 h | +5:26.7 min | Torgny Mogren       |
| 26.     | 11 marca  | 1995 | Thunder Bay   | 10 km stylem klasycznym | 24:52.3 min | +1:55.3 min | Władimir Smirnow    |
| 18.     | 13 marca  | 1995 | Thunder Bay   | 10+15 km pościgowy      | 1:06:19.5 h | +2:14.0 min | Władimir Smirnow    |
| 8.      | 21 lutego | 1997 | Trondheim     | 30 km stylem dowolnym   | 1:06:28.2 h | +1:25.9 min | Aleksiej Prokurorow |
| 14.     | 19 lutego | 1999 | Ramsau        | 30 km stylem dowolnym   | 1:15:26.2 h | +3:21.0 min | Mika Myllylä        |
| 6.      | 28 lutego | 1999 | Ramsau        | 50 km stylem klasycznym | 2:18:08.7 h | +3:14.8 min | Mika Myllylä        |
| 10.     | 17 lutego | 2001 | Lahti         | 2 × 10 km łączony       | 47:15.5 min | +48.1 s     | Per Elofsson        |
| 10.     | 25 lutego | 2001 | Lahti         | 50 km stylem dowolny    | 2:05:27.2 h | +4:44.9 min | Johann Mühlegg      |
| 22.     | 23 lutego | 2003 | Val di Fiemme | 2 × 10 km łączony       | 47:42.3 min | +45.2 s     | Per Elofsson        |
| 24.     | 1 marca   | 2003 | Val di Fiemme | 50 km stylem dowolnym   | 1:54:25.3 h | +3:46.4 min | Martin Koukal       |
| 7.      | 20 lutego | 2005 | Oberstdorf    | 2 × 15 km łączony       | 1:19:20.5 h | +11.5 s     | Vincent Vittoz      |
| 7.      | 27 lutego | 2005 | Oberstdorf    | 50 km stylem klasycznym | 2:30:10.1 h | +8.6 s      | Frode Estil         |

### Puchar Świata

#### Miejsca w klasyfikacji generalnej
- 1988/1989 – 38.
- 1989/1990 – 38.
- 1990/1991 – 5.
- 1991/1992 – 7.
- 1993/1994 – 26.
- 1994/1995 – 11.
- 1995/1996 – 31.
- 1996/1997 – 7.
- 1997/1998 – 29.
- 1998/1999 – 19.
- 1999/2000 – 21.
- 2000/2001 – 9.
- 2001/2002 – 4.
- 2002/2003 – 22.
- 2003/2004 – 15.
- 2004/2005 – 26.
- 2005/2006 – 71.
- 2006/2007 – 123.
- 2007/2008 – 118.

#### Zwycięstwa w zawodach
| Nr | Dzień   | Rok  | Miejscowość | Konkurencja           | Czas biegu |
| -- | ------- | ---- | ----------- | --------------------- | ---------- |
| 1. | 3 marca | 1991 | Lahti       | 30 km stylem dowolnym | ?          |

#### Miejsca na podium
| Nr  | Dzień        | Rok  | Miejscowość | Konkurencja             | Czas biegu  | Pozycja | Strata  | Zwycięzca           |
| --- | ------------ | ---- | ----------- | ----------------------- | ----------- | ------- | ------- | ------------------- |
| 1.  | 3 marca      | 1991 | Lahti       | 30 km stylem dowolnym   | ?           | 1       | -       | -                   |
| 2.  | 14 grudnia   | 1991 | Thunder Bay | 30 km stylem dowolnym   | 1:29:04.1 h | 3       | +33.1 s | Bjørn Dæhlie        |
| 3.  | 27 listopada | 1994 | Kiruna      | 10 km stylem klasycznym | 27:30.1 min | 3       | +36.0 s | Bjørn Dæhlie        |
| 4.  | 23 listopada | 1996 | Kiruna      | 10 km stylem dowolnym   | 26:15.1 min | 3       | +29.7 s | Bjørn Dæhlie        |
| 5.  | 14 grudnia   | 1996 | Brusson     | 15 km stylem dowolnym   | 35:49.5 min | 3       | +43.8 s | Bjørn Dæhlie        |
| 6.  | 17 marca     | 2001 | Falun       | 15 km stylem klasycznym | 38:08.7 min | 3       | +28.4 s | Michaił Iwanow      |
| 7.  | 12 stycznia  | 2002 | Nové Město  | 10 km stylem dowolnym   | 26:12.9 min | 3       | +4.1 s  | Fabio Maj           |
| 8.  | 9 marca      | 2002 | Falun       | 20 km łączony           | 52:56.6 min | 2       | +0.6 s  | Thomas Alsgaard     |
| 9.  | 16 marca     | 2002 | Oslo        | 50 km stylem dowolnym   | 2:01:59.8 h | 2       | +27.6 s | Thomas Alsgaard     |
| 10. | 6 grudnia    | 2003 | Dobbiaco    | 30 km stylem dowolnym   | 1:09:51.5 h | 3       | +0.7 s  | Mathias Fredriksson |
| 11. | 22 stycznia  | 2005 | Pragelato   | 20 km łączony           | 1:22:57.9 h | 3       | +5.7 s  | Lukáš Bauer         |